# Berzosilla
Berzosilla ist ein Ort und eine spanische Gemeinde (municipio) in der Provinz Palencia der Autonomen Gemeinschaft Kastilien-Leon auf 1040 msnm. Sie hat eine Fläche von 20 km² und 47 Einwohner (Stand: 2024).

## Lage
Die Gemeinde liegt 125 Kilometer nördlich der Provinzhauptstadt Palencia und westlich von Aguilar de Campoo. Berzosilla mit seinen Ortsteilen bildet eine Enklave der Provinz Palencia in Kantabrien und der Provinz Burgos.

## Gemeindegliederung
- Berzosilla
- Báscones de Ebro
- Cuillas del Valle
- Olleros de Paredes Rubias

## Bevölkerungsentwicklung
| 1900 | 1910 | 1920 | 1930 | 1940 | 1950 | 1960 | 1970 | 1981 | 1991 |
| 486  | 510  | 448  | 476  | 455  | 418  | 342  | 217  | 112  | 84   |

## Sehenswürdigkeiten
- Spätromanische Kirche San Vítores in Berzosilla